# خس‌خس سینه
خس‌خس سینه یا ویز (به انگلیسی: Wheeze) صدای ممتد خشک و سوت زننده است که در مجاری تنفسی در حین تنفس ممکن است ایجاد شود. برای ایجاد این صدا مجاری تنفسی باید تنگ شده یا انسداد پیدا کرده باشند. شایعترین علت ویز راجعه آسم است که ویز بازدمی ایجاد می‌کند.